# Adolf Hitler
Adolf Hitler (20. dubna 1889 Braunau am Inn – 30. dubna 1945 Berlín) byl německý nacistický politik rakouského původu, od roku 1933 do své smrti kancléř a diktátor nacistického Německa. Jako takzvaný Vůdce (německy Führer) byl odpovědný za zločiny nacistického režimu, zejména za vyvražďování Židů, Romů, Poláků a dalších Slovanů, a postižených. Jen při holocaustu bylo zavražděno na 6 milionů Židů. Agresivní politikou zprvu dosahoval územní zisky a ústupky jiných států, roku 1939 však napadením Polska vyvolal druhou světovou válku, která si v Evropě vyžádala přibližně 40 milionů lidských životů. Ve válce Německo nakonec utrpělo drtivou porážku.
Hitler pocházel z rodiny rakouského celního úředníka. Byl nadaný, nedokázal však systematicky pracovat a dodržovat kázeň, a proto nedosáhl maturity.[zdroj?] Toužil se stát malířem, pro nedostatek výtvarného talentu však nebyl přijat na uměleckou školu. Po smrti rodičů se protloukal ve Vídni jako nezaměstnaný bez domova. V té době se utvrdil ve svých nacionalistických, rasistických a antisemitských názorech a začal se zajímat o politiku. Roku 1913 se přesunul do Mnichova a po vypuknutí první světové války se dobrovolně přihlásil do německé armády. Byl v bojích raněn a vyznamenán. V roce 1919 vstoupil do tehdy nepatrné nacistické strany a brzy na sebe strhl její vedení, když dokázal svým charismatickým a populistickým řečnictvím zmnohonásobit členstvo. Vedl nezdařený mnichovský puč 8. a 9. listopadu 1923, po němž byl sice odsouzen do vězení, kde setrval přes rok, využil však soudní proces ke zvýšení své popularity a ve vězení napsal své hlavní programové dílo Mein Kampf (Můj boj). Po vypuknutí velké hospodářské krize koncem dvacátých let se v těžce postiženém Německu začalo dařit extremistům a Hitlerova NSDAP se vypracovala na nejsilnější politickou stranu země, navíc přitom získala i podporu části konzervativních elit a průmyslníků, kteří se obávali rostoucího vlivu komunistů.
Roku 1933 dosáhl Hitler jmenování kancléřem, zprvu ve spojenectví s částí konzervativců, brzy však na sebe nacisté nevybíravými metodami strhli absolutní moc. Hitler se tvrdě vypořádal s opozicí ve vlastní straně i mimo ni, k obětem takzvané noci dlouhých nožů z 29. na 30. června 1934 patřili i velitelé stranické milice SA nebo předchozí kancléř Kurt von Schleicher. Německo začalo zbrojit a Hitler metodou stupňování požadavků a hrozbou agrese dosáhl významných ústupků ze strany západních států. Roku 1938 tak k Německé říši mohl připojit Rakousko a na základě Mnichovské dohody část Československa. Roku 1939 obsadila německá vojska zbytek českých zemí a po dohodě se Sovětským svazem větší část Polska. Napadení Polska však vyvolalo druhou světovou válku, v níž bylo Německo zprvu úspěšné. Roku 1940 německá armáda zvítězila v bitvě o Francii. Následujícího roku přepadla v rámci Operace Barbarossa Sovětský svaz a postoupila hluboko do jeho území. Od roku 1943, zvláště po bitvě u Stalingradu, však začala nabývat vrchu koalice Spojenců a Hitler svými nevhodnými zásahy do velení armády situaci ještě zhoršoval. Dne 20. července 1944 vyvázl Hitler z atentátu, který v jeho tzv. Wolfsschanze ve Východním Prusku provedl plukovník Claus Schenk von Stauffenberg. Atentát zosnovala skupina generálů a důstojníků, protože chtěla předejít drtivé porážce, k níž se pod Hitlerovým neschopným a fanatickým velením očividně schylovalo. Na jaře roku 1945 Hitler zůstal v obleženém hlavním městě Berlíně a 30. dubna spáchal ve svém bunkru sebevraždu spolu se svou družkou Evou Braunovou, kterou si těsně předtím vzal za manželku. Své poslední myšlenky a rozkazy zvěčnil ve své osobní a politické závěti.

## Původ, dětství a mládí

### Původ

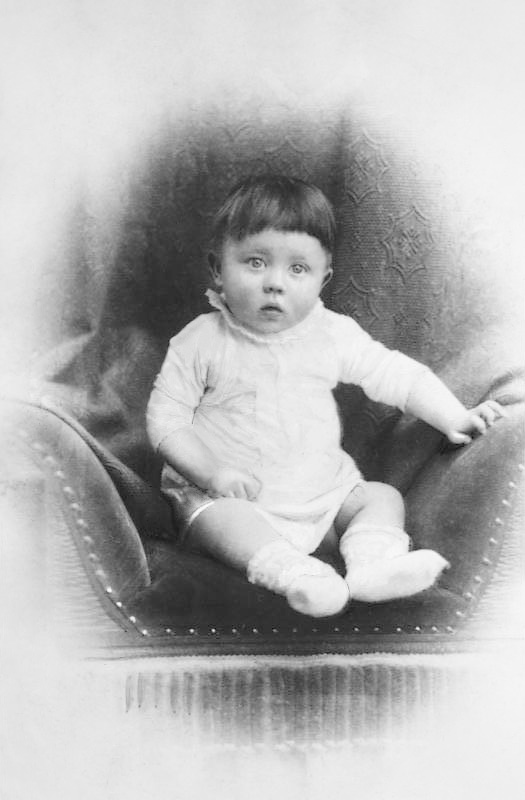
Hitler v dětství

Narodil se 20. dubna 1889 v městečku Braunau am Inn v Rakousku nedaleko bavorských hranic.
Matka Adolfa Hitlera se jmenovala Klara Hitlerová, za svobodna Pölzlová. Jeho otec Alois Hitler, vlastním jménem Schicklgruber, se narodil jako nemanželské dítě Marie A. Schickelgruberové a Johanna G. Hiedlera, jehož otcovství je však zpochybňováno. V roce 1876 si ale změnil své příjmení na Hitler, což byla zkomolenina jména Hiedler. Pracoval jako celní inspektor, Klara Pölzlová pracovala původně jako služka Aloisovy první ženy.
Klara byla až třetí ženou Aloise Hitlera a byla jeho vzdálenou sestřenicí. Proto si Hitlerovi rodiče museli vyžádat pro povolení k sňatku církevní dispens. Hitlerův pradědeček z matčiny strany se jmenoval Johann von Nepomuk Hüttler.
Nacistický úředník Hans Frank tvrdil, že Aloisova matka byla zaměstnána jako hospodyně u židovské rodiny ve Štýrském Hradci a že Aloise zplodil 19letý syn této rodiny Leopold Frankenberger. Historici toto tvrzení odmítají. Ve Štýrském Hradci nebyl v tomto období registrován žádný Frankenberger, neexistuje žádný záznam o existenci Leopolda Frankenbergera,  a usídlení Židů ve Štýrsku bylo v té době nezákonné už téměř 400 let a znovu bylo umožněno až desetiletí po narození Aloise.

### Dětství
Hitler se narodil jako čtvrté dítě z osmi. Všichni jeho sourozenci zemřeli ještě v dětském věku, až na nejmladší sestru Paulu (1896–1960), která Hitlera přežila o mnoho let.

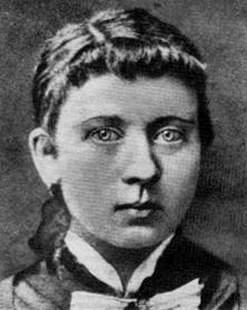
Hitlerova matka Klara Hitlerová

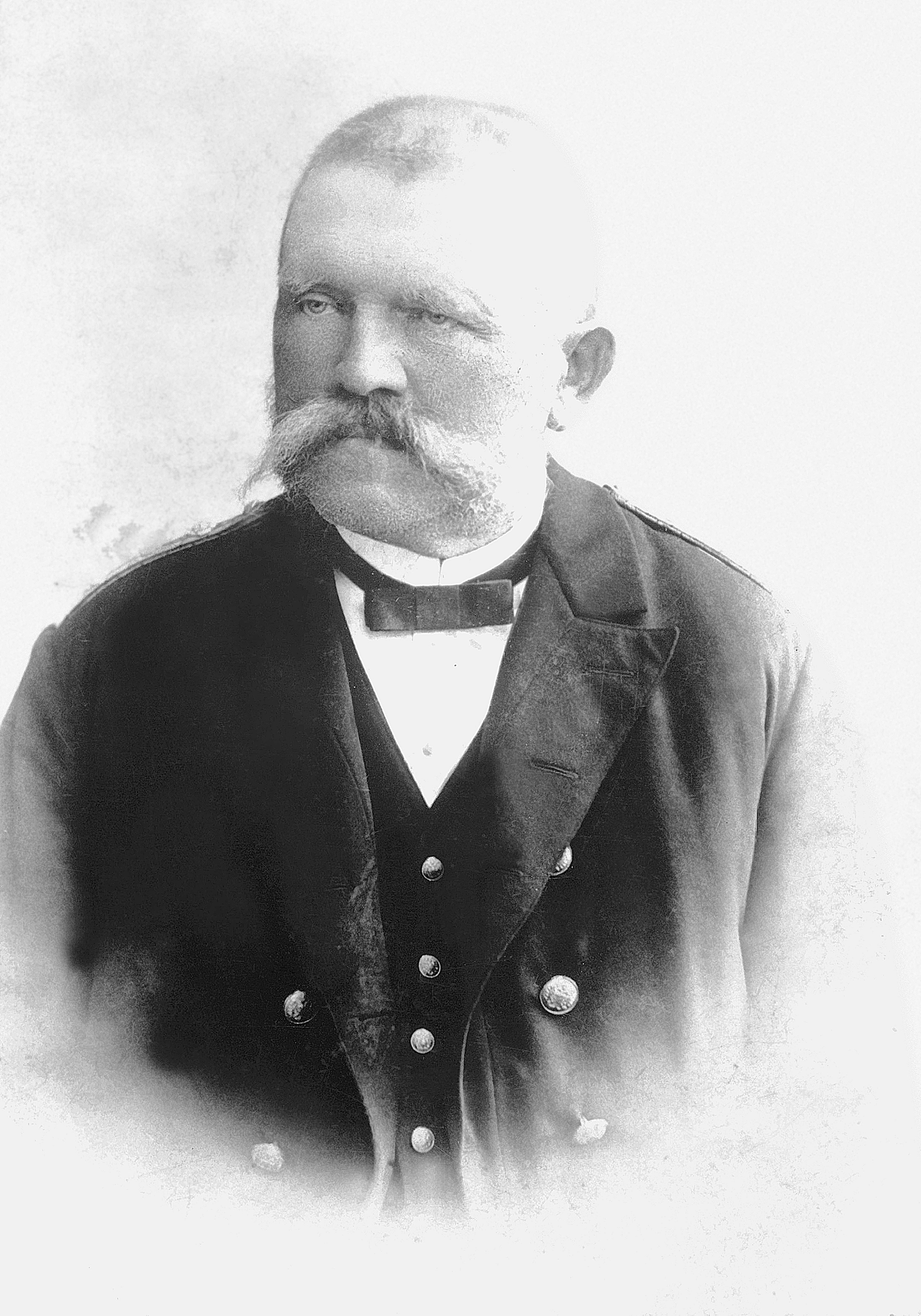
Hitlerův otec Alois Hitler

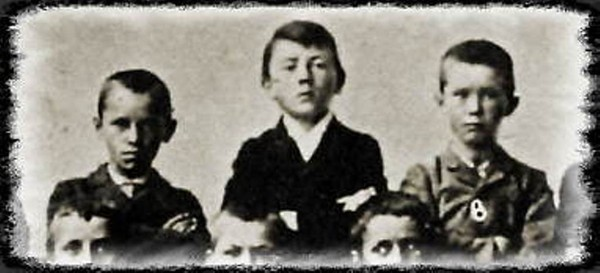
Adolf Hitler (uprostřed) jako školák, 1899

Rodina penzionovaného státního úředníka Aloise Hitlera se často stěhovala z místa na místo, než se usadila ve vesnici Leonding nedaleko Lince. Hitler v té době navštěvoval nejméně pět základních škol. V době, kdy navštěvoval školu v benediktýnském klášteře v Lambachu, zpíval ve sboru a chtěl se stát knězem. Prospěch na základní škole měl vcelku dobrý, ale na střední škole v Linci se značně zhoršil a nakonec střední školu nedokončil. Pouze v dějepise a výtvarné výchově měl výborný prospěch. Veliký vliv na formování prvních Hitlerových nacionalistických názorů měl jeho učitel dějepisu Leopold Pötsch. V té době se upnuly ambice Adolfa Hitlera k výtvarnému umění, ale jeho despotický otec to nechtěl připustit, protože plánoval pro syna kariéru státního úředníka.
Mladý Adolf svého otce opravdu nenáviděl.[zdroj?] Jeho otec byl opilec a Adolfa (i jeho matku) občas surově bil a nadával jim. Kvůli němu Hitler měl po zbytek života odpor k alkoholu.[zdroj?] Alois Hitler však zemřel 3. ledna 1903 na srdeční infarkt (nebo mozkovou mrtvici), a to v hospodě nad lahví alkoholu.
Svou matku Adolf Hitler miloval. Rozuměla jeho uměleckým tužbám a plně ho v nich podporovala. Když Hitlerův otec zemřel, nestálo již snu o kariéře umělce nic v cestě. Finančně podporován matkou (Hitler se nikdy nevyučil žádnému řemeslu) se dospívající Hitler bezcílně toulal po Linci a snil. Jak sám později přiznal, bylo to období šťastného nicnedělání. Přestože jeho prospěch na střední škole byl velmi špatný, byl v tu dobu vášnivým čtenářem knih, zvláště o historii a mytologii Německa.

### Mládí a první světová válka
V roce 1906, ve svých 17 letech, se vydal do Vídně, zřejmě na popud své matky, která také do tohoto města v mládí odešla. Bydlel zde v chlapecké ubytovně a jeho jediným přítelem zde byl jeho spolubydlící August Kubizek, student hudby českého původu, se kterým byl Hitler v kontaktu i v pozdějších letech a kterého označil za „jediného Čecha, který má právo být přítelem Vůdce“. V roce 1907 se poprvé pokusil dostat se na zdejší Akademii výtvarných umění. Byl si téměř jist,[zdroj?] že bude přijat, ale když mu přijímací komise oznámila, že je bez talentu, a tudíž nepřijat, tak se nervově zhroutil. Mladému a velmi ambicióznímu uchazeči doporučil rektor Sigmund le Allemand studium architektury, které by se Hitlerovi také zamlouvalo, ovšem chyběla mu potřebná maturita. Občas také sníval o kariéře hudebního skladatele, neboť byl sám velkým obdivovatelem Richarda Wagnera.
Stejný rok, 21. prosince zemřela Hitlerova matka Klára na rakovinu prsu. Hitler byl smrtí své milované matky velmi zdrcen. Po této tragické události se nadobro odstěhoval do Vídně. V roce 1908 se podruhé pokusil dostat se na Akademii, tentokrát ho ale ani nepustili k přijímacím zkouškám. Hitler byl tím natolik zklamán, že opustil i těch několik přátel, které měl, a odstěhoval se z ubytovny. Nějaký čas bydlel v pronajatém bytě, ale příštího roku mu došly peníze a skončil na ulici mezi bezdomovci.

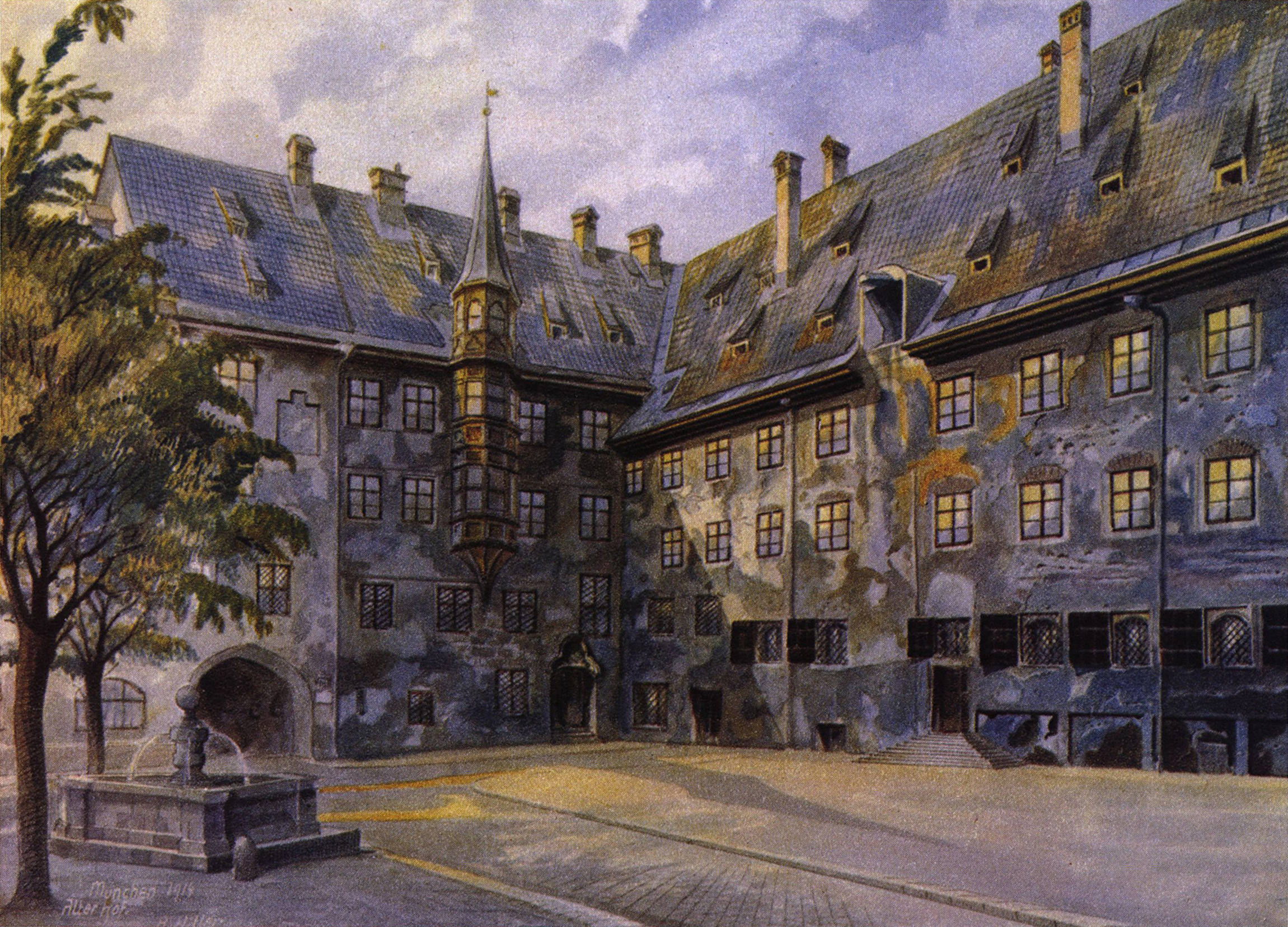
Alter Hof v Mnichově. Akvarel Adolfa Hitlera, 1914

Ve Vídni se živil Hitler pouze příležitostnými pracemi, například maloval reklamní plakáty. Po ulicích prodával obkreslené kýčovité pohlednice. Bydlel v ubytovnách pro chudé nebo spal s bezdomovci na nádražích, na lavičkách a v průjezdech. Takto živořil skoro 5 let. Asi v tuto dobu v něm začal zrát antisemitismus.[zdroj?]
V roce 1913 se rozhodl opustit Vídeň, podle jeho slov zkažené město plné marxistů, židů a Slovanů, a přestěhovat se do bavorského Mnichova. Do Vídně už se nechtěl nikdy v životě vrátit. Zároveň svůj odchod argumentoval tím, že se chce vyhnout službě v rakouské armádě a zkusit znovu se dostat na nějakou školu.

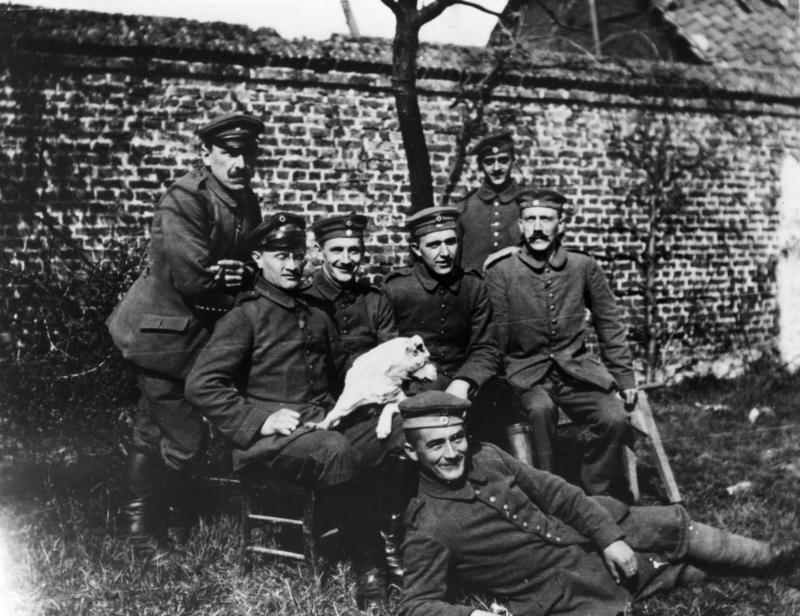
Adolf Hitler (sedící zcela vpravo) jako dobrovolník bavorského 16. záložního pěšího pluku bezprostředně po mobilizaci 3. srpna 1914

Od první chvíle byl Mnichovem nadšen. Studovat se zde ale ani nepokusil. A ani povolávacímu rozkazu se nevyhnul, ale u komise byl shledán služby neschopným ze zdravotních důvodů. V Mnichově se jeho chudinská anabáze opakovala, dokud v roce 1914 nevypukla první světová válka. Přestože byl v Rakousku uznán neschopným pro službu v armádě, v Mnichově se pln „vlasteneckého“ (německého) nadšení přihlásil jako dobrovolník do 16. pěšího záložního pluku u bavorské armády (Bayerische Reserve-Infanterie-Regiment Nr. 16). V armádě dostal důležitý úkol, stal se z něj polní kurýr – doručoval po zákopech rozkazy.
V prosinci téhož roku obdržel Železný kříž II. třídy a v srpnu roku 1918 Železný kříž I. třídy, kterého si po zbytek života velice cenil, nosil ho stále u sebe a dával ho na odiv. Velkou vojenskou kariéru ale neudělal, na konci války byl pouhý desátník.
V roce 1916 zasáhl zákop, ve kterém se Hitler nalézal, granát a téměř všichni muži v něm zahynuli. Hitler ale přežil se zraněním lebky. Následujícího roku byl opět poslán na frontu. Sám popisoval období, které trávil ve válce, jako nejkrásnější období svého života. Líbilo se mu hrdě bojovat za velký německý národ. Podle jeho kolegů z vojny prý i odmítal dovolenou.
Na podzim roku 1918 byl odvezen po otravě plynem (v bitvě u belgického města Ypry), po které dočasně oslepl, do lazaretu v Pomořanech, kde jej ošetřoval mj. i psychiatr Edmund Forster. Zde se dozvěděl o revoluci, která 9. listopadu vedla k abdikaci císaře. Po tomto zjištění se prý naprosto zhroutil. Měl pocit, že pád Německa nelze vysvětlit obvyklými metodami. Ještě když býval ve Vídni, seznámil se s myšlenkami německých nacionalistických extremistů, kteří se obraceli k tradiční myšlence o vykořisťovatelích a ničitelích nordického světa – Židech. V té chvíli si prý umínil, že se dostane do politiky a skoncuje s těmito „zrádci národa“. Někdy v této době zřejmě také změnil svůj vzhled a místo císařského kníru (ve stylu Viléma II.) začal nosit knír kartáček.
Dne 18. ledna 1919 byla zahájena Pařížská mírová konference ve Versailles. Jejím cílem bylo podepsat mírové smlouvy, jejichž podmínky diktovaly především Velká Británie, USA, Francie, ale i Itálie a Japonsko. Mimo jiné muselo Německo odstoupit přibližně 13 % říšského území, omezit válečnou flotilu, omezit ozbrojené síly na 100 000 mužů a platit velmi vysoké finanční reparace, které činily 33 000 000 000$.

## Politická kariéra

### Začátky v politice

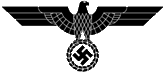
„Parteiadler“ – Znak NSDAP s německým orlem držícím svastiku

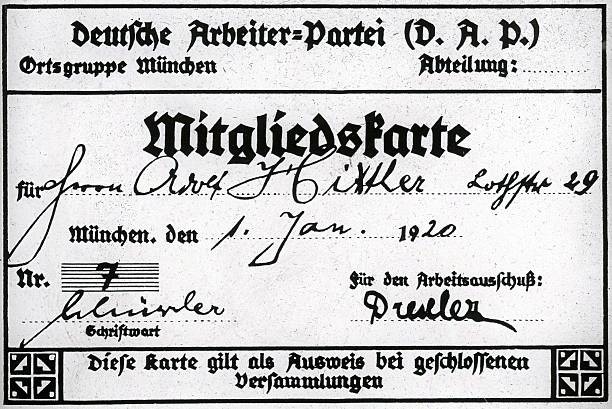
Hitlerova stranická průkazka DAP s číslem 7, upravená dodatečně, aby se mohl řadit k nejstarším členům. Původně měl číslo 555 – skutečné pořadí se zvyšovalo o 500, aby se zdálo, že strana je početnější.

Od roku 1918 pracoval jako informátor vyšetřovací komise druhého pěšího pluku. Za svou píli byl odměněn jmenováním do tiskové a informační kanceláře politického oddělení oblastního velitelství. V první polovině roku 1919 byl Hitler důvěrníkem roty. Důvěrníci měli na starost spolupráci s propagandistickým oddělením tehdejší socialistické vlády, aby byl zajištěn osvětový materiál pro vojáky. „Hitler své první politické úkoly tedy plnil ve službách revolučnímu režimu v čele s SPD (Sociálnědemokratická strana Německa) a USPD (Nezávislá sociálně demokratická strana Německa).“ V dubnu 1919 byl Hitler zvolen do rady záložního praporu. A tak Hitler nejen nijak nepřispěl k rozdrcení mnichovské „rudé republiky“, nýbrž byl dokonce voleným představitelem praporu po celou dobu jejího trvání. Na jednom politickém školení Hitler zasáhl do diskuze, v níž se někdo vyslovil pozitivně o Židech. Jeho antisemitský výstup zaujal nadřízené, a tak se stal osvětovým důstojníkem. V této funkci mohl poprvé vyzkoušet své řečnické schopnosti. Počátkem září 1919 dostal rozkaz, aby prošetřil činnost malé levicové Německé dělnické strany (Deutsche Arbeiterpartei, DAP). V té době neměla strana, kterou založil Anton Drexler, více než 50 členů. Hitler se večer 12. září při proslovu jednoho řečníka, který navrhl odpojení Bavorska od Německa, vymrštil a pronesl tak ohnivý proslov, že okamžitě zaujal všechny, a tak mu Drexler na odchodu nabídl členství ve straně. Hitler do ní vstoupil a rychle změnil její klubový charakter. Začal organizovat shromáždění, na nichž vystupoval jako řečník a sám v ulicích rozdával letáky.
V roce 1920 si vzal na starost stranickou propagandu a 24. února 1920 ve slavné mnichovské pivnici Hofbräuhaus vytyčil ve svém proslovu „neměnných“ 25 bodů programu DAP, ve kterém formuloval poprvé veřejně antisemitská opatření, vytvoření Velkého Německa (Großdeutschland), silnou centrální vládu, odmítnutí Versailleské smlouvy, zestátnění velkých kartelů a trest smrti pro lichváře.
Dne 7. srpna 1920 bylo na salcburském zasedání oficiálně přijato jako znak strany, nyní zvané NSDAP, prastaré kultovní znamení, symbol hákového kříže.
V roce 1921 se pokusilo vedení strany Hitlera zbavit zveřejněním pamfletu, ve kterém se mluvilo o Hitlerově touze po moci a o tom, že je sám Žid. Jenomže to už byl Hitler pro stranu, která se v té době již jmenovala NSDAP, příliš cenným, a tak tento „palácový převrat“ skončil nezdarem. Hitler požadoval vedení strany pouze pro sebe. Strana si uvědomila, že bez Hitlera jí hrozí zánik, a tak bylo vedení strany rozpuštěno a Hitler se stal jediným šéfem strany na základě tzv. vůdcovského principu.

### Pokus o puč

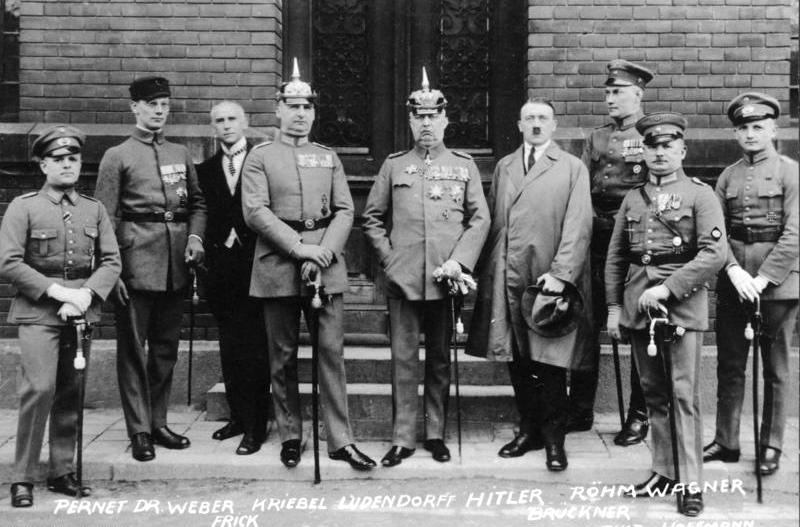
Obžalovaní v procesu Pivního puče, 1. dubna 1924. Zleva doprava: Heinz Pernet, Friedrich Weber, Wilhelm Frick, Hermann Kriebel, Erich Ludendorff, Hitler, Wilhelm Brückner, Ernst Röhm a Robert Wagner.

Na podzim 1923 se Hitler cítil natolik silný, že chtěl podnikat stále více kroků k prosazení svých cílů. Byl silně ovlivněn úspěšným pochodem na Řím italského fašistického vůdce (duce) Benita Mussoliniho. Odhodlal se provést pokus o převzetí moci v Bavorsku. Tak došlo k tzv. „pivnímu puči“.
V roce 1923 vznikly spory mezi říšskou vládou v Berlíně a bavorskou zemskou vládou, která usilovala o faktickou samostatnost s pravicovou diktaturou. Během těchto sporů byla Hitlerova NSDAP berlínským ministerstvem vnitra zakázána, ale Bavorsko tuto skutečnost odmítlo přijmout. V listopadu onoho roku se kolem Hitlera shromáždila skupina mužů, mezi nimi Hermann Göring, Rudolf Hess, Ernst Röhm, Alfred Rosenberg a Max von Scheubner-Richter, kteří se rozhodli provést ozbrojený puč. Hitler a jeho skupina se pokusili převzít moc v noci z 8. na 9. listopad.
Večer 8. listopadu roku 1923 nechal jednotkami SA a mládežnického Jungssturmu obklíčit Měšťanský pivovar v Mnichově, ve kterém se konala veřejná schůze separatisticky orientovaných politiků. Dále podle plánu měla být obsazena městská kasárna, ale to se nezdařilo. Následný nacistický pochod Mnichovem narazil na kordon bavorské policie. Poté, co zahájila do „revolucionářů“ střelbu, byl jejich pokus o převrat zmařen.

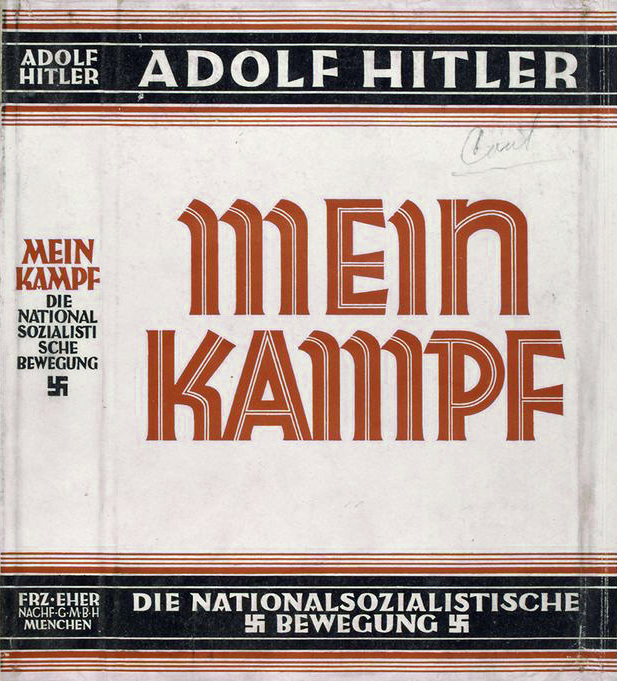
Přebal knihy Mein Kampf vydání 1926–28)

Po tomto pokusu o převrat byl Hitler odsouzen za velezradu k pěti letům ve vězení v Landsbergu, již 20. prosince 1924 však byl podmínečně propuštěn. Ve vězení nadiktoval svoji knihu Mein Kampf (Můj boj) Rudolfu Hessovi, který se dal s Hitlerem dobrovolně zavřít. V této knize Hitler popsal své cíle; projevil se zde jeho vyhraněný antisemitismus a rasismus. V tomto svém „stěžejním“ díle rozprostřel Hitler také svoji představu o vůdčí roli nordické rasy.

### Cesta k moci

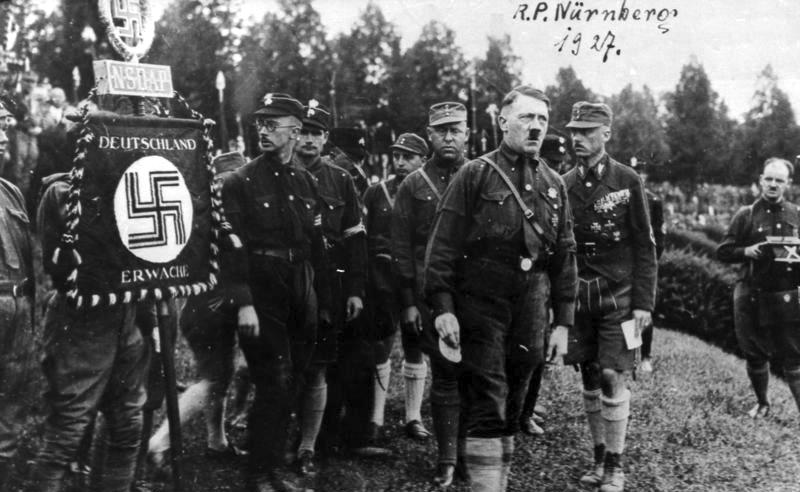
Nacisté v černých košilích v roce 1927. Zleva: Heinrich Himmler, Rudolf Hess, Gregor Strasser, Adolf Hitler, Franz von Salomon

NSDAP byla v tuto dobu ve značném rozkladu, ale díky Hitlerovým řečnickým schopnostem, silnému antisemitismu a hospodářské krizi, která vznikla v roce 1929, strana nakonec velmi posílila a stala se postupně jednou z nejsilnějších politických stran Výmarské republiky. Ve volbách v roce 1930 získali nacisté okolo 17 % hlasů, což byl pro ně zatím nejlepší volební výsledek, neboť v předcházejících volbách se nedostali ani na 5 %.

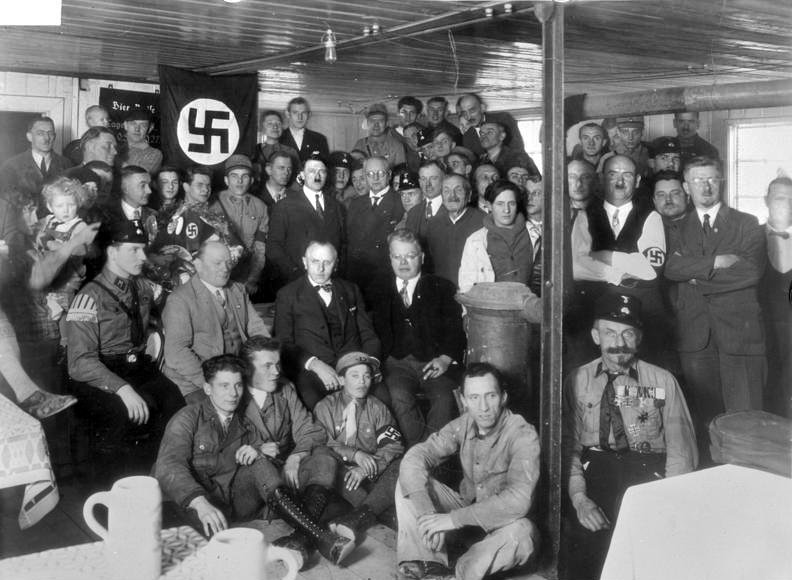
Sjezd NSDAP v prosinci 1930, Hitler uprostřed

V roce 1932 končilo úřední období říšského prezidenta Paula von Hindenburga a Adolf Hitler se rozhodl kandidovat v následujících volbách. Byl stále více finančně podporován německými průmyslovými a obchodními magnáty, což mu umožnilo uskutečnit s podporou Josepha Goebbelse bombastickou volební kampaň, během které vyvinul obrovské úsilí. Jako první politik v Německu používal Hitler k přepravě po celé říši letadlo a stihl tak promluvit i na čtyřech shromážděních během jednoho dne. Přesto se mu nepodařilo zvítězit. V prvním kole získal 30,1 % hlasů, zatímco Hindenburg 49,6 %. Komunistický kandidát Ernst Thälmann získal 13,2 % a skončil na třetím místě z pěti kandidátů. Protože v 1. kole ani jeden kandidát nezískal nadpoloviční většinu, rozhodovalo se ve druhém kole, kterého se účastnili už jen tři kandidáti. Ve druhém kole získal Thälmann 10,2 % hlasů, Hitler 36,8 % a Hindenburg 53,1 %. Říšským prezidentem se tedy opět stal Paul von Hindenburg.

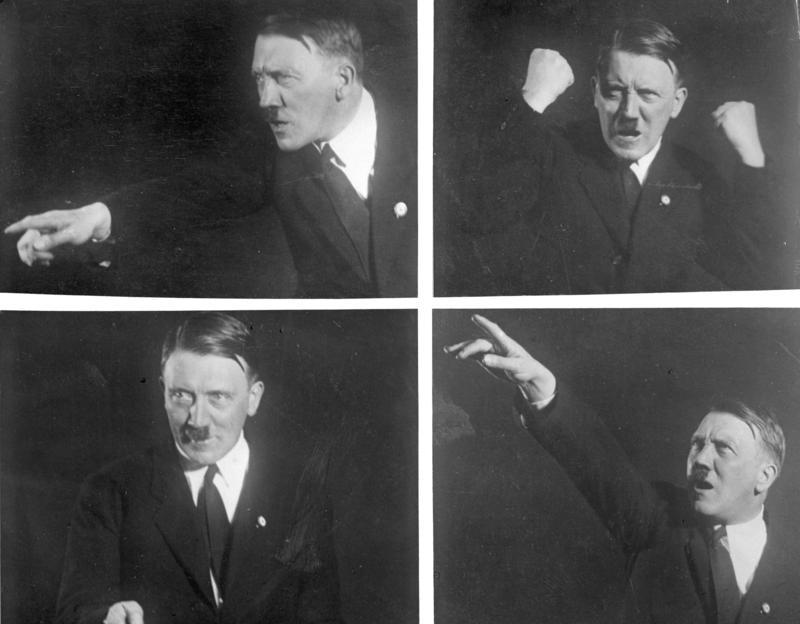
Hitler pózující před kamerou (1930)

Poté, co vlády říšských kancléřů Heinricha Brüninga, Franze von Papena a Kurta von Schleichera neuspěly ve svých snahách zvládnout politickou a hospodářskou krizi Německé říše, se prezident Hindenburg pod tlakem okolností rozhodl jmenovat říšským kancléřem Adolfa Hitlera. Stalo se tak dne 30. ledna 1933.

## Říšský „Vůdce“

### Diktatura a posilování mocenské pozice Německa

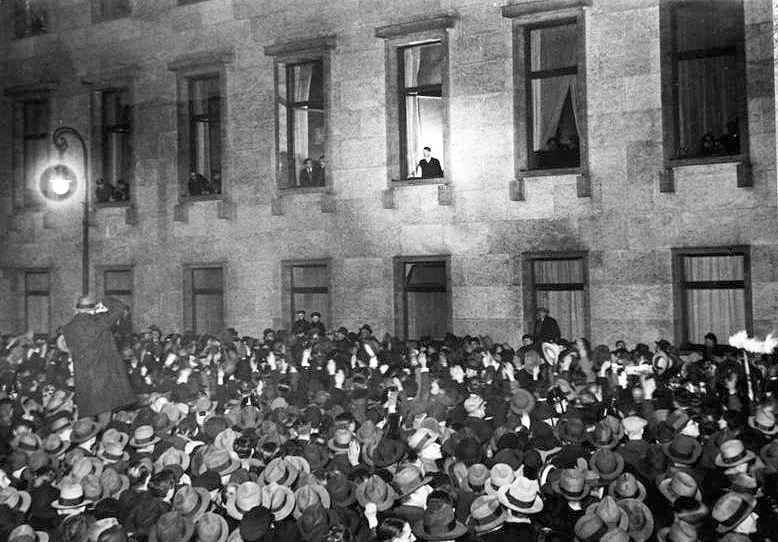
Hitler v okně říšského kancléřství přijímá ovace během inaugurace do úřadu kancléře, 30. ledna 1933

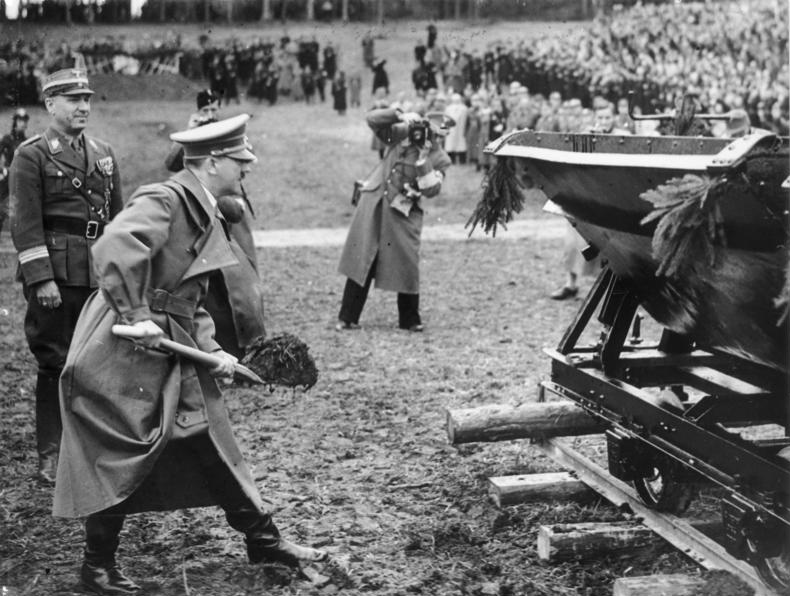
Adolf Hitler při slavnostním zahájení výstavby dálnice dne 7. dubna 1938 u Salcburku. V pozadí vlevo za ním stojí generální inspektor pro silniční stavitelství Dr. Fritz Todt.

Poté, co se Hitler dostal k moci, začal uskutečňovat svoji politiku a pokoušel se zlikvidovat své odpůrce. Požár Říšského sněmu z 27. února mu poskytl příležitost začít s útokem na komunisty.
O Hitlerově ekonomické politice se nedá vůbec hovořit, neboť on sám ekonomickým problémům nerozuměl a ani o ně nejevil sebemenší zájem.[zdroj?]
| „            | Stát se nemůže ztotožňovat s žádnou konkrétní ekonomickou koncepcí či ekonomickým vývojem… Stát je rasový organismus a ne hospodářská organizace… Ještě nikdy se nestalo, aby stát byl založen mírovými ekonomickými prostředky… | “ |
| — Mein Kampf | |   |

Stále silnější směřování německé ekonomiky na zbrojní výrobu však nevyhnutelně vedlo k vypuknutí války. Neboť i když se ministr hospodářství Hjalmar Schacht snažil zvyšováním emise bankovek a vydáváním státních obligací získávat pro Hitlera více peněz, nedostatek devizových a zlatých rezerv by musel nakonec vést ke zhroucení německé ekonomiky.
V zahraniční politice se Hitler rozhodl vystoupit ze Společnosti národů (12. listopadu), tento krok přinesl Hitlerově politice mnoho výhod, a jelikož na to ostatní státy prakticky nereagovaly, byly nevýhody takřka nulové.

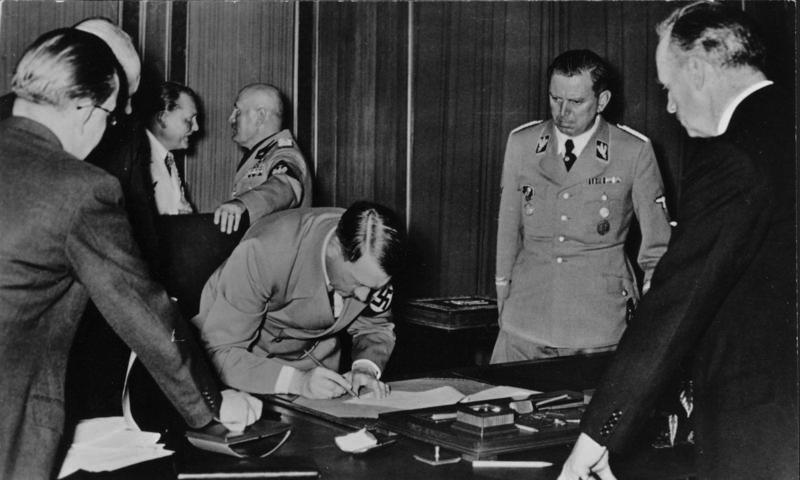
Adolf Hitler při podepisování Mnichovské dohody dne 29. září 1938. Vzadu v pozadí stojí říšský maršál Hermann Göring, který diskutuje s italským vůdcem Benitem Mussolinim. Vedle Hitlera stojí v uniformě SS jeho pobočník Julius Schaub a muž vpravo v obleku opřený o stůl je říšský ministr zahraničí Joachim von Ribbentrop.

V roce 1934 se Hitler rozhodl zbavit těch členů SA a NSDAP, kteří stále ještě věřili v socialistickou revoluci a svým násilím začali znervózňovat voliče i konzervativní obchodní kruhy, které tajně podporovaly Hitlera. Zároveň byly SA velkou překážkou na cestě sbližování Hitlera a tradičně konzervativního Reichswehru (říšské armády). Hitler si uvědomoval, že bez podpory armády a jejích důstojníků se mu nemůže podařit skutečně se dostat k moci. Zavraždění mnoha politických odpůrců, konkurentů ve vlastní straně a především Röhma vešlo do dějin jako Noc dlouhých nožů.
Dne 1. srpna 1934 se Hitlerovi podařilo prosadit spojení úřadu říšského prezidenta a říšského kancléře, den nato zemřel prezident Hindenburg. Tímto se Hitler stal prakticky neomezeným vládcem Německa. Dne 17. listopadu téhož roku měl Hitler projev v Říšském sněmu, kde se odvolal na životní práva národů a přihlásil se k mírové smlouvě. Dva měsíce po těchto volbách byly zahraniční vlády informovány o budování německé Luftwaffe a 16. března 1935 byla znovu zavedena všeobecná branná povinnost.
Později uzavřel spojenectví s fašistickou Itálií, která byla po napadení Habeše izolována. Proto Hitler musel dávat pozor, aby se kvůli Itálii nedostal do rozporů s Velkou Británií. Dne 7. března 1936 Německo vypovědělo Locarnskou smlouvu a obsadilo demilitarizované území v Porýní. Ve Španělské občanské válce v letech 1936–1939 podporovalo Hitlerovo Německo nacionalisty Francisca Franca. Společnost národů, odkud Německo vystoupilo, resp. západní státy, na tyto kroky nereagovaly.

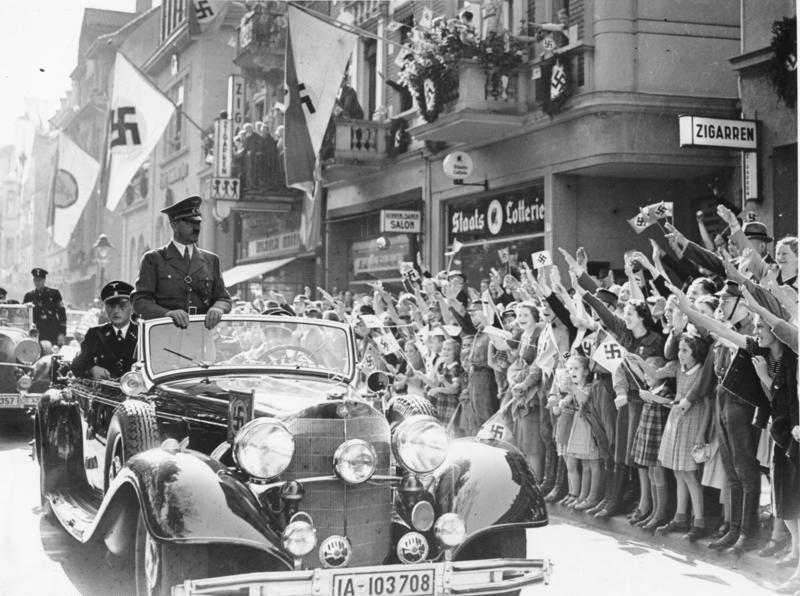
Obyvatelé Bonnu nadšeně zdraví Hitlera, říjen 1938

Roku 1938 došlo k vážné krizi ve vedení Wehrmachtu. Polní maršál von Blomberg požádal Hitlera, aby se směl oženit se ženou z lidu. Hitler svolil a byl dokonce za svědka. Později se ale zjistilo, že tato žena pracovala jako pornoherečka a navíc si občas přivydělávala prostitucí. Takové manželství bylo pro ministra války nepřípustné. Navíc byl generál von Fritsch za pomoci falešných důkazů sehnaných gestapem, zejména výpovědi už několikrát trestaného vyděrače, křivě obviněn z homosexuality, v té době v Německu trestné. Ačkoliv pozdější vyšetřování nepotvrdilo, že by se von Fritsch dopustil činů, ze kterých byl obviňován, Hitler byl touto zradou údajně zklamán a oba muže propustil. Von Fritsch byl propuštěn 4. února 1938 a Hitler se sám stal vrchním velitelem ozbrojených sil. Přímo ovládal nejen politiku státu, ale i celou vojenskou mašinérii.
Roku 1936 a 1937 došlo k vypracování plánů, které vedly k tomu, že 12. března 1938 si Hitler vynutil souhlas rakouského kancléře k anšlusu Rakouska a německá vojska okupovala Rakousko.
Poté svou pozornost zaměřil na Československo, které si hodlal podrobit vojenskou akcí. Někteří vysoce postavení generálové (například náčelník generálního štábu německých pozemních sil Ludwig Beck, vrchní velitel pozemního vojska Walter von Brauchitsch či náčelník Abwehru Wilhelm Canaris) s zamýšlenou válkou nesouhlasili, protože byli přesvědčeni, že by německým silám přinesla neúměrné ztráty, a případné zapojení Francie, Sovětského svazu či Spojeného království by dokonce mohlo přinést Německu porážku. Generálové dokonce zvažovali, že v případě vydání rozkazu k útoku Hitlera svrhnou. Von Brauchitsch Hitlerovi tlumočil výhrady generálů, čímž Hitlera rozzuřil a výsledkem byla několikahodinová hádka.
Dne 12. září v Norimberku vyhlásil svůj úmysl pomoci sudetským Němcům, kteří byli v Československu údajně utlačováni, a to tak, že oblast Sudet připojí k Německu. V Sudetech poté vypuklo Sudetoněmecké povstání, které Československá armáda po několika dnech potlačila.
K německému útoku na Československo ani vojenskému převratu nakonec nedošlo. 29. září se konala Mnichovská konference, které se kromě Hitlera účastnil britský premiér Neville Chamberlain, francouzský premiér Édouard Daladier a italský diktátor Benito Mussolini. Na jednání nebyli vpuštěni zástupci Československa. Tématem bylo odstoupení Sudet Německu. Hitler prohlašoval, že německá menšina v Československu je vystavena „barbarskému pronásledování“ a že dohoda o odstoupení pohraničních území je nutná, aby nemusel sáhnout k násilí. Mussolini Hitlerovy požadavky podporoval. Zástupci velmocí se nakonec dohodli, na anexi československého pohraničního území Německem. Československá vláda se nátlaku podvolila a Německo získalo území bez boje.
15. března 1939 Wehrmacht obsadil Čechy, Moravu a Slezsko a Hitler z Pražského hradu prohlásil Čechy a Moravu za německý protektorát. Nové území mělo být pomalu germanizováno a postupně osídlováno cestou podpory zde dosud žijících Němců a současně přerozdělením české půdy.

### Druhá světová válka

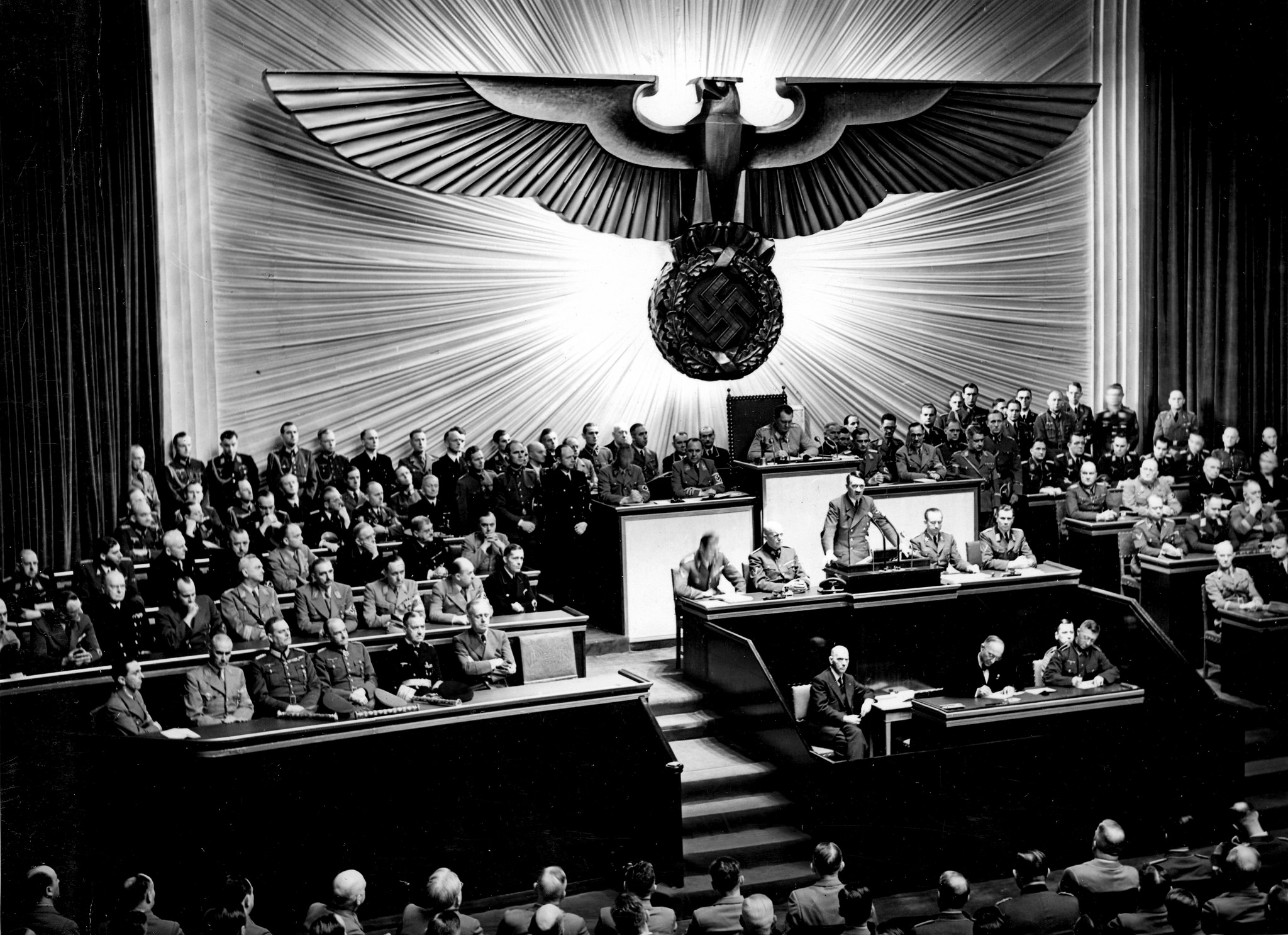
Hitler při projevu v říšském sněmu, kde napadá prezidenta Roosevelta, 11. prosince 1941

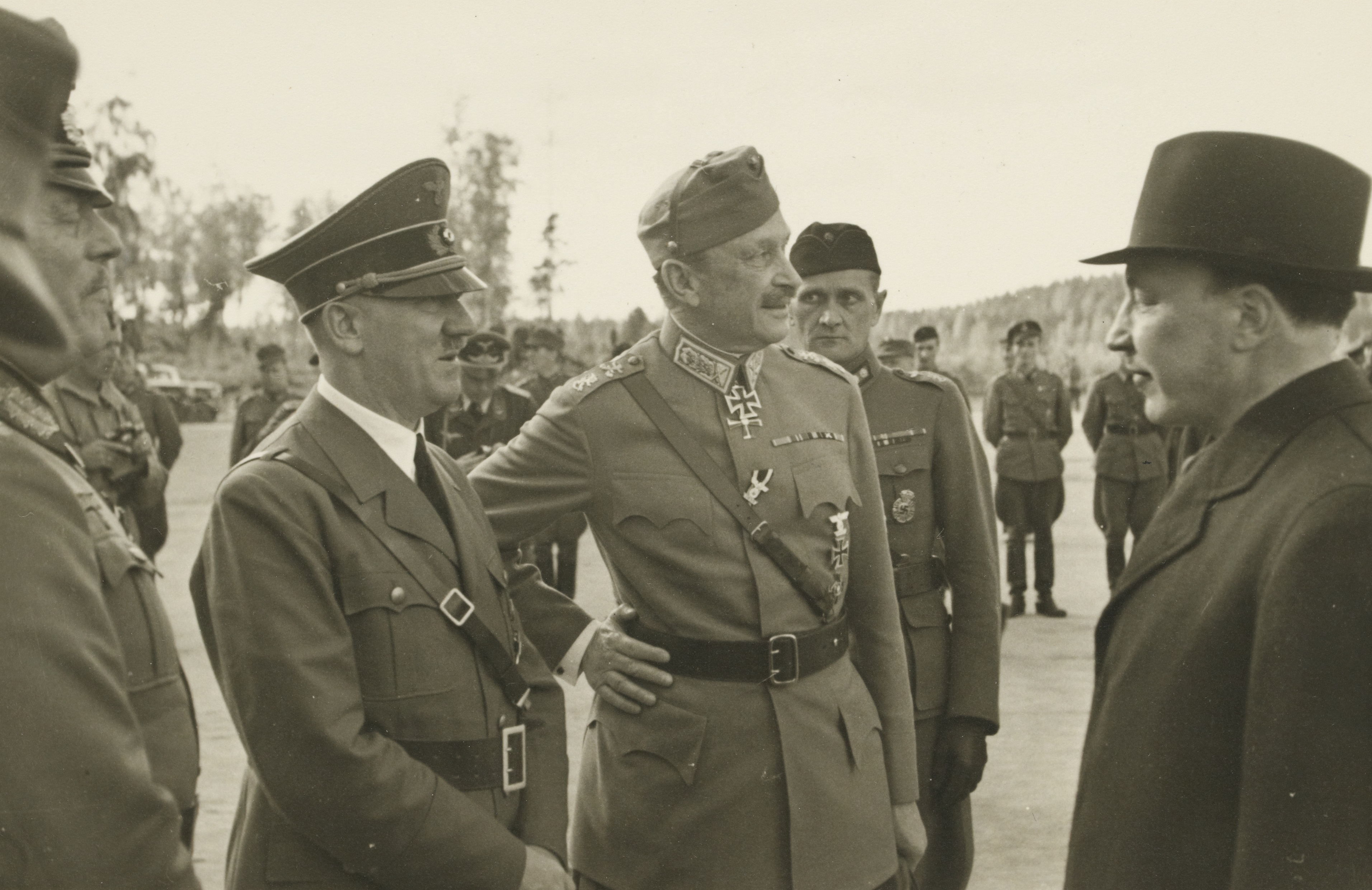
Adolf Hitler ve Finsku dne 4. června, 1942. Zleva: německý kancléř a vůdce Adolf Hitler, finský maršál Mannerheim a vpravo v klobouku je finský prezident Risto Ryti

Koncem března 1939 dal Hitler prostřednictvím Ribbentropa rozšířit návrh k úpravě sporných německo-polských otázek. Záminkou pro zvyšování tlaku na Polsko byly požadavky týkající se svobodného města Gdaňsk a požadavek na koridor s exteritoriálními právy pro železnici a silnici spojující východní Prusko s Německem. Hitler předpokládal, že se mu podaří zastrašováním Polska dosáhnout dalších územních zisků bez boje. Po předcházejících zkušenostech s neschopností Daladiera a Chamberlaina postavit se mu na odpor předpokládal kolaps Polska a nezájem západních spojenců. Polské vedení v čele s plukovníkem Beckem ovšem bylo neústupné, a tak Hitler poprvé použil vojenskou sílu. Pro ospravedlnění vpádu do Polska byl v předvečer války zinscenován incident u vysílače v Gliwicích (německy Gleiwitz).
Dne 23. srpna 1939 podepsali říšský ministr zahraničí Joachim von Ribbentrop a jeho sovětský protějšek Vjačeslav Molotov německo-sovětský pakt o neútočení a hospodářské spolupráci. Rozhodující pasáž zněla: V případě, že jedna ze stran uzavírajících smlouvu by se měla stát předmětem válečných jednání ze strany třetí moci, nebude druhá ze stran uzavírajících smlouvu podporovat tuto třetí moc. Obsahoval také tajný dodatečný protokol, kde bylo rozdělení sfér zájmů dojednané mezi oběma totalitními státy (zmiňování této historické skutečnosti bylo později v SSSR trestným činem). Hitler nařídil dvěma nově jmenovaným gauleiterům Polska, aby germanizovali své oblasti, „se žádnými otázkami“ o tom, jak toho bude dosaženo. V některých oblast museli etničtí Poláci pouze podepisovat formuláře uvádějící, že mají německou krev a v některých se proti nim vedly etnické čistky. V květnu 1940 vydal Heinrich Himmler memorandum s názvem „Některé myšlenky na zacházení s cizí populací na východě“, v němž požadoval vyloučení celé židovské populace z Evropy do Afriky a snížení polské populace na „třídu dělníků bez vůdců“. Hitler označil Himmlerovo memorandum „dobrým a správným“ a implementoval tuto politiku.

Nacistické Německo, jeho spojenci a loutkové státy v roce 1942

Německé síly napadly 9. dubna 1940 Dánsko a Norsko. Téhož dne Hitler vyhlásil zrození Velké germánské říše, jeho vize sjednocené říše germánských národů Evropy, v níž měly být spojeni pod vedením německé rasy do „rasově čistého“ celku. V květnu 1940 Německo napadlo Francii a dobylo Lucembursko, Nizozemsko a Belgii. Winston Churchill odmítl jednat s Hitlerem o míru, ten poté nařídil řadu leteckých útoků na letecké základny v jihovýchodní Anglii. 7. září začalo systematické bombardování Londýna. Noční nálety na britská města poté zesílily a pokračovaly celé měsíce. Dne 27. září 1940 podepsal tripartitní pakt v Berlíně Saburo Kurusu z císařského Japonska, Hitler a italský ministr zahraničí Ciano, později se rozšířil o Maďarsko, Rumunsko a Bulharsko, čímž vzniklo Spojenectví Osy.
Hitlerův pokus o integraci Sovětského svazu do tohoto protibritského bloku selhal po rozhovorech mezi Hitlerem a Molotovem v listopadu v Berlíně a tak nařídil přípravy na invazi do Sovětského svazu, který Německo napadlo 22. června 1941. Fašistické jednotky se dostaly hluboko do SSSR, až 400 km od Moskvy. Hitler nařídil vyhladit židy „jako partyzány“. Podporoval také Generalplan Ost, který měl být splněn po uskutečnění okupace a jehož součástí byla germanizace oblasti východní Evropy až po Ural. Plán vycházel z rasových předsudků, podle nichž byli Slované nižší rasou - podlidi, něm. Untermensch.
Hitler nedůvěřoval velení armády a začal zasahovat do vojenského a taktického plánování, což mělo škodlivé následky. V prosinci 1942 a lednu 1943, Hitlerovo opakované odmítnutí dovolit stažení armády v Bitvě u Stalingradu vedlo k téměř úplnému zničení 6. armády. Bitva byla jedna z nejkrvavějších v historii s odhadovanými 2 miliony obětí. Poté přišla rozhodující strategická porážka v Bitvě o Kursk. V průběhu let 1943 a 1944 Sovětský svaz na východní frontě zatlačoval Hitlerovy armády k ústupu. 6. června 1944 západní spojenecké armády přistály v severní Francii. Mnoho německých důstojníků dospělo k závěru, že porážka byla nevyhnutelná a že pokračování pod Hitlerovým vedením bude mít za následek úplné zničení Německa.
Hitlerovo vojenské řízení válečných operací bylo méně úspěšné než jeho politická aktivita a některé jeho chyby se ve válce projevily zásadním způsobem. Nejspíše onemocněl nevyléčitelnou Parkinsonovou chorobou, což je vidět na různých filmových záznamech, kde roztřesenou ruku schovává nebo v ní svírá nějaký předmět, aby svoji nemoc zakryl. V lékařských záznamech Adolfa Hitlera se také objevuje věta „Hitler ztratil svou mentální flexibilitu“. To mohlo přispět k Hitlerovým špatným rozhodnutím (např. trvání na dobytí Stalingradu).
Dne 20. července 1944 Hitler jen těsně unikl atentátu (viz Atentát na Hitlera z 20. července 1944). Koncem roku 1944 postupovala jak Rudá armáda, tak západní spojenci do Německa. 16. prosince zahájil Bitvu v Ardenách, ofenziva selhala po několika dočasných úspěších.

### Smrt

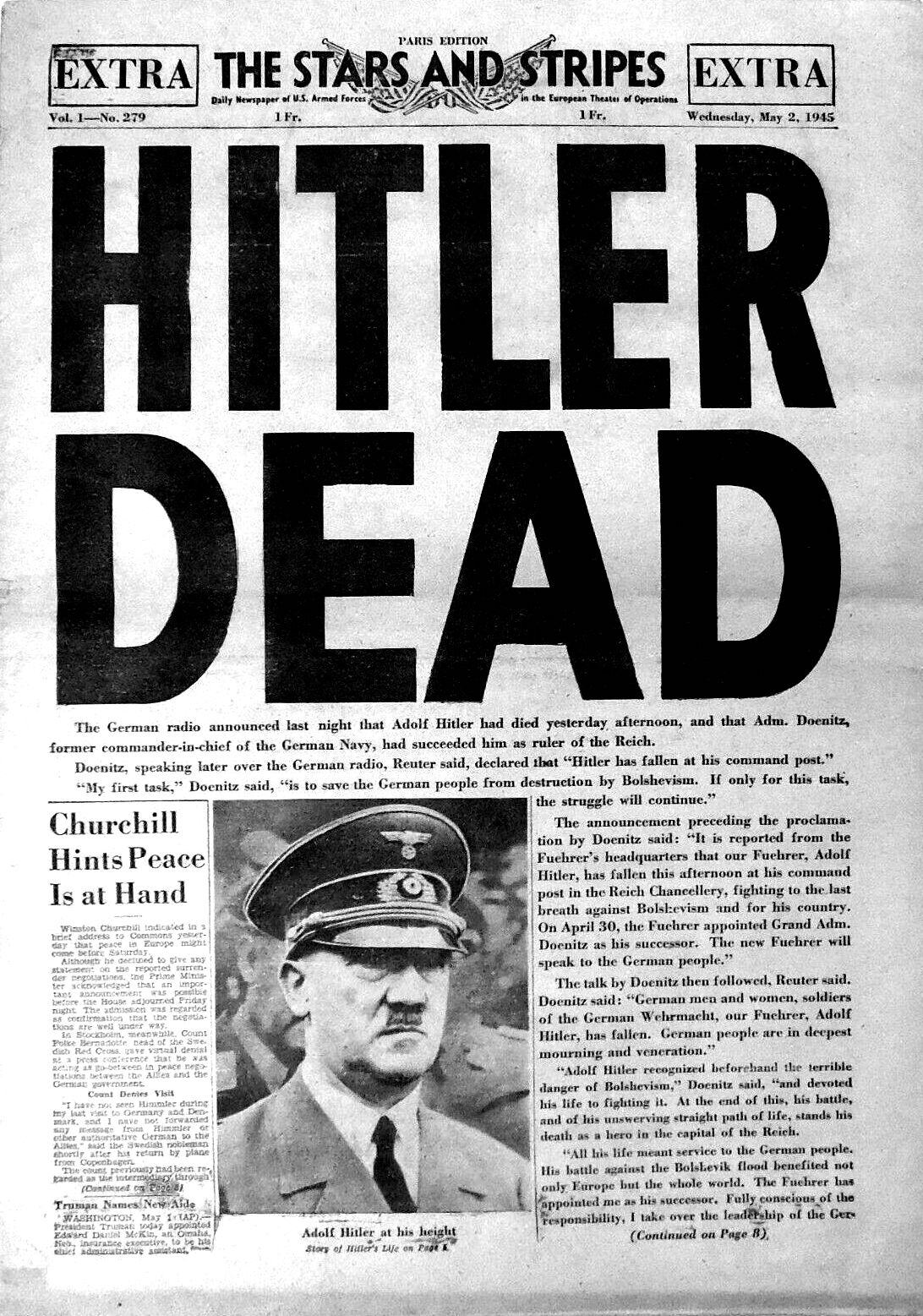
Obálka amerických novin z 3. května 1945 oslavujících Hitlerovu smrt

Celý den 30. dubna dopadaly na Říšské kancléřství v Berlíně nepřetržitě ruské granáty. Pod kancléřstvím a téměř čtyři metry silným betonem se v bunkru týden před svou smrtí skrýval Hitler, jeho žena Eva Hitlerová (rozená Braunová), Goebbelsovi a jejich děti, osobní garda a Hitlerovi nejbližší spolupracovníci. Generál Weidling kolem poledne Hitlerovi řekl, že německá armáda udrží Berlín maximálně do večera. Kolem 12:30 oznamuje Hitler, že on a jeho žena spáchají sebevraždu, s tím, že chce být spálen, jelikož se obává, aby se jeho tělo nedostalo do ruských rukou. Goebbels ještě přemlouvá Hitlera, aby se ještě pokusil o útěk a řídil válku z Obersalzbergu. Hitler však své rozhodnutí nemění a odchází do své ložnice.
Zde on a jeho manželka spáchali sebevraždu rozkousnutím ampulky kyanidu a stisknutím spouště pistole (Walther PPK). Těsně před smrtí měl zakřičet: „Bez nacionálního socialismu nemůže Německo existovat!“ Komorník Heinz Linge otevírá v 15:40 dveře a nachází mrtvého Hitlera sedícího na pohovce vedle své ženy. Linge za pomoci tří SS-manů odnesl Hitlerovo tělo a jeho manželky asi tři metry ode dveří bunkru, polil těla benzínem a zapálil je. Německé armádě na konci války docházelo palivo, a tak musel dát jeden z Hitlerových generálů rozkaz k vyčerpání paliva z aut na parkovištích. Kolem 18:00 zjišťuje důstojník SS Ewald Lindloff, že jejich těla jsou spálena a roztrhána dělostřeleckými granáty. Rýčem je pohřbívá do jednoho kráteru po granátu.
Kolem 18:30 téhož dne se ruští vojáci dostávají do budovy Říšského sněmu. Asi o hodinu později spáchají Goebbelsovi společně sebevraždu, také kyanidem. 1. května říšské rádio vysílá zprávu o Hitlerově smrti. Jediní přeživší svědkové z bunkru byli sekretářka Traudl Junge, komorník Heinz Linge, osobní pobočník Otto Günsche a telegrafista Rufus Misch, všichni padli do ruského zajetí.
Dne 2. května 1945 dobyly Berlín jednotky sovětské armády a 7. května 1945 byla podepsána kapitulace Německa, která vešla v platnost druhého dne ve 23:01.
Dlouhá léta se vedly spory o smrti Hitlera, zda skutečně spáchal sebevraždu, či zda se mu přece jen nepodařilo z obklíčeného Berlína uprchnout. Dnešní moderní poznatky naznačují, že Hitler skutečně v Berlíně zemřel a že byly jeho ostatky částečně spáleny. V archivech v Moskvě z nich byly zachovány pouze části lebeční kosti a čelisti. Výzkum lebeční kosti z roku 2009 odhalil, že nepatřila Hitlerovi, ale ženě mezi 20 a 40 lety. Zuby v čelistní kosti však odpovídaly Hitlerovým stomatologickým záznamům. V roce 2018 francouzští patologové znovu zkoumali dochované zuby a spodní čelist a definitivně potvrdili, že skutečně patřily Hitlerovi. Následky chemických reakcí také potvrdily pozření kyanidu.

## Politické názory

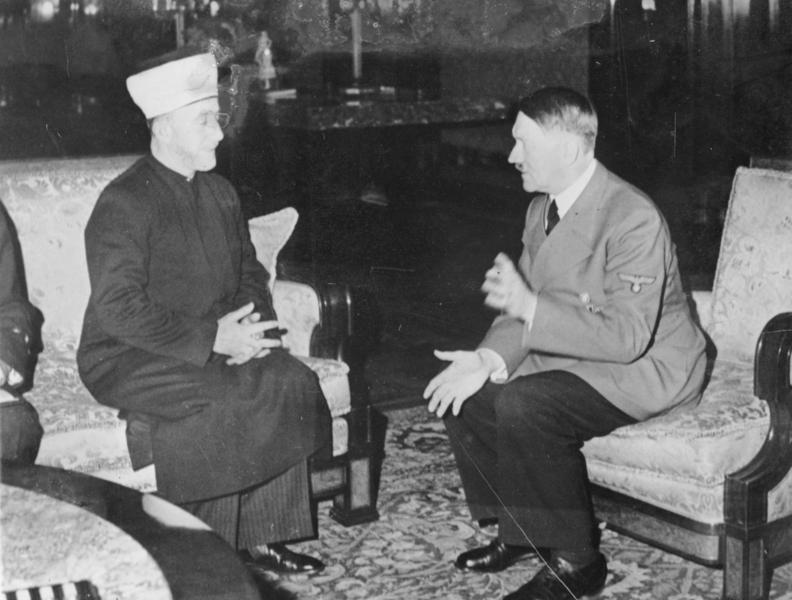
Hitlera a muslimského vůdce Amína al-Husajního, kteří se v roce 1941 setkali v Berlíně, spojoval silný antisemitismus.

Jeho politické názory byly ovlivněny starší německou literaturou a filozofií (Herder, Arndt) a tzv. sociálním darwinismem, který se pokoušel o aplikaci Darwinových poznatků o přirozeném vývoji druhů postupnou eliminací nejslabších i na národnostní otázku. Hitler opovrhoval liberálním uspořádáním státu a zdůrazňoval moc. Byl typický demagog a populista, který ve svých projevech sliboval všem vrstvám společnosti cokoliv, jen aby získal jejich hlasy. Byl sice vůdcem nacionálně-socialistické strany, ale k socialismu, jak je tradičně chápán a jak ho vymezili radikální myslitelé 19. století, se nikdy nehlásil. Hitler byl antikomunista a v knize Mein Kampf volal po zničení marxismu ve všech jeho formách.
| „                               | Kdokoliv, kdo je připraven učinit z národní otázky otázku svou vlastní do té míry, že nezná žádný vyšší ideál než blaho svého národa; kdokoliv, kdo porozuměl naší skvělé národní hymně „Deutschland über Alles“ v tom smyslu, že nic na světě nezastíní v jeho očích Německo, jeho lid a zemi – ten je socialistou. | “ |
| — Hitlerův projev z 28. 7. 1922 | |   |

Röhmovy snahy o socialistickou revoluci rázně ukončil masakrem ve vedení NSDAP a SA za Noci dlouhých nožů v roce 1934. Jednou z prvních věcí, kterou nacisté udělali, když se dostali k moci, bylo zrušení odborů. Zároveň po léta přijímal velikou finanční podporu velkoprůmyslníků, bankéřů a junkerů a sliboval ochranu jejich majetku.
V jeho myšlení převládají dva zásadní prvky, silný antisemitismus a nacionalismus. Primitivní antisemitismus mu pomáhal vytvářet obraz veřejného nepřítele a vyvrcholil holokaustem, tj. vyhlazením mj. 6 milionů evropských Židů, zatímco extatický nacionalismus přitahoval pravicově smýšlející část německé společnosti odchované „pruským myšlením“ a vyvrcholil druhou světovou válkou.
Hitler považoval Židy a slovanské národy za podlidi a nacistický plán genocidy Generalplan Ost, který se souhlasem Hitlera vypracoval říšský vedoucí SS Heinrich Himmler, počítal po vítězné válce proti SSSR s vystěhováním na východ za Ural nebo s fyzickou likvidací 80–85 % Poláků, 50–60 % Rusů z evropské části Sovětského svazu, 50 % Čechů, 65 % Ukrajinců a 75 % Bělorusů, aby se tak zajistil životní prostor pro Němce.
Dle Jiřího Hájka Hitler: „… sociální složku svého učení (vytvoření zdravých sociálních poměrů) převzal tak, jak stojí a leží od zakladatele křesťansko-sociálního hnutí dr. Karla Luegera, přičemž však Luegera 'zdokonalil' tím, že z jeho koncepce sociální otázky důsledně vymýtil všechny křesťanské motivace. Ty nahradil nacionalisticko-antisemitským programem další jím uznávané autority, George von Schönerera, zakladatele 'Všeněmeckého hnutí' a hnutí 'Pryč od Říma'.“

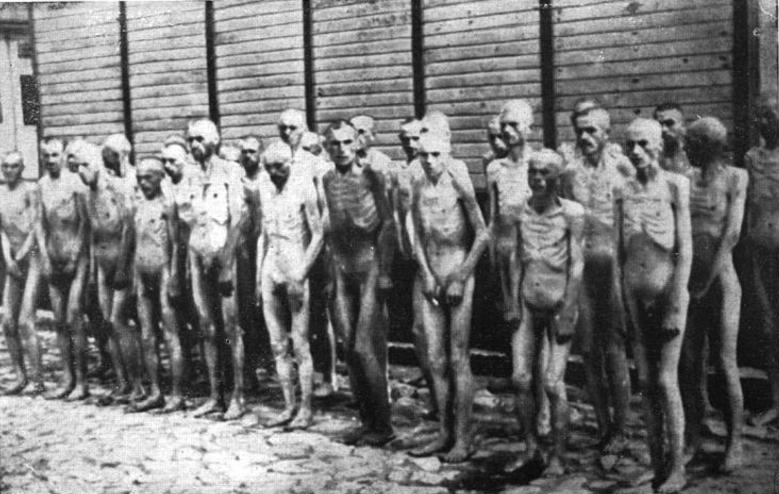
Likvidace 3 milionů sovětských válečných zajatců v letech 1941-42 byla součástí cíleného zahubení části obyvatel SSSR a Polska tzv. hladového plánu.

Program národních socialistů z roku 1920 byl i hodně socialistický a obsahoval zrušení bezpracných příjmů, konfiskaci válečných zisků, znárodnění monopolů, rozdělení zisků z monopolů, rozsáhlou podporu ve stáří, znárodnění obchodních domů, konfiskaci půdy pro veřejné účely bez náhrady, zrušení úroků za pozemkové půjčky, podporu nadaných dětí chudých rodičů, povinné cvičení a sport apod. Od tradičních forem socialismu odlišoval národní socialismus vypjatý nacionalismus, i když ne nenávist k některým národům, kterou projevoval třeba i Karl Marx. Dle Hitlerova Mein Kampfu: „V rudé vidíme socialismus našeho hnutí, v bílé myšlenku nacionalismu a ve svastice poslání boje za vítězství árijského člověka.“
Hitler chtěl však zničit marxismus a tvrdil, že mezi marxismem a socialismem existují rozdíly. Roku 1923 prohlásil Hitler v interview s Georgem Sylvesterem Viereckem, že: „Komunismus není socialismus. Marxismus není socialismus. … Socialismus je antický Aryan, germánská instituce. Naši germánští předci drželi jistou půdu dohromady. Oni kultivovali ideu veřejného blaha. … Socialismus na rozdíl od marxismu nezavrhuje soukromé vlastnictví. Na rozdíl od marxismu nezahrnuje popření osobnosti a na rozdíl od marxismu je patriotický.“ Marxismus však nepožaduje zrušení soukromého vlastnictví spotřebních statků, ale zrušení soukromého vlastnictví výrobních statků. Roku 1934 Hitler připustil, že: „Národní socialismus převzal od každého z obou táborů samotnou myšlenku, která ho charakterizuje – národní odhodlání z buržoazní tradice a vitální, tvůrčí socialismus z marxistického učení.“
Po uchopení moci zůstala část hospodářství v soukromých rukou, ale pod státní kontrolou v podobě čtyřletých plánů. Byla zavedena sociální opatření a podporován socialistický a rovnostářský národní étos s výjimkou těch, kteří byli neárijské krve. Samotný Hitler razil heslo: Rovnost všech rasových Němců. Legální rozdíl mezi dělníkem a úředním stavem byl zrušen a docházelo ke glorifikaci dělníka. V Německu došlo k „… politice plné zaměstnanosti od roku 1933 a k hospodářské politice centrálního řízení hospodářského procesu po roce 1936“. Přičemž rozdíl například oproti Sovětskému svazu byl: „Centrálně administrativní řízení hospodářského procesu může sice být spojeno s kolektivním vlastnictvím, jak je tomu v Rusku od roku 1928, toto spojení však není nutné. V Německu … převládalo dále soukromé vlastnictví výrobních prostředků, zemědělské a průmyslové podniky nadále patřily převážně soukromým osobám a společnostem. Soukromí vlastníci ale mohli s výrobními prostředky nakládat jen v omezeném rozsahu.“ V Německu „se hospodářské mocenské organizace, soukromé i veřejnoprávní, navzájem prolnuly. … Německý a ruský hospodářský řád z roku 1942 by potom byl řádem, v němž dominovaly monopoly ve všech výrobních odvětvích.“

## Hitlerova syntéza nacionalismu a socialismu
Hitler sám své hnutí považoval především za syntézu nacionalismu a socialismu. Ve své řeči k 20. výročí založení NSDAP z 24. února 1940 uvedl: 
| „ | A ten [národní stát] byl zde v tomto sále toho večera před dvaceti lety proklamován. Program nebyl ničím jiným než programem budování nové německé národní říše. Byly to teze povstání národa. A nosný prvek obsažený v této tezi byl, aby obě elementární síly doby - nacionalismus a socialismus - byly podrobeny nové definici a aby z této definice se obě teze slily v jednu. Obě myšlenky musely být přeformovány v jednu jedinou ideu a mohly být potom nositelkami nové síly; síly, která učiní Říši jednoho dne opět velikou, svobodnou a mocnou. | “ |

Jinde přímo Hitler uváděl, že nacionální socialismus sjednotil dva nesmiřitelné tábory. Tyto dva tábory, které co nejvíce stály proti sobě a co nejostřeji se potíraly, musely být spojeny v novou jednotu. Touto novou jednotou byl právě Hitlerův nacionální socialismus.

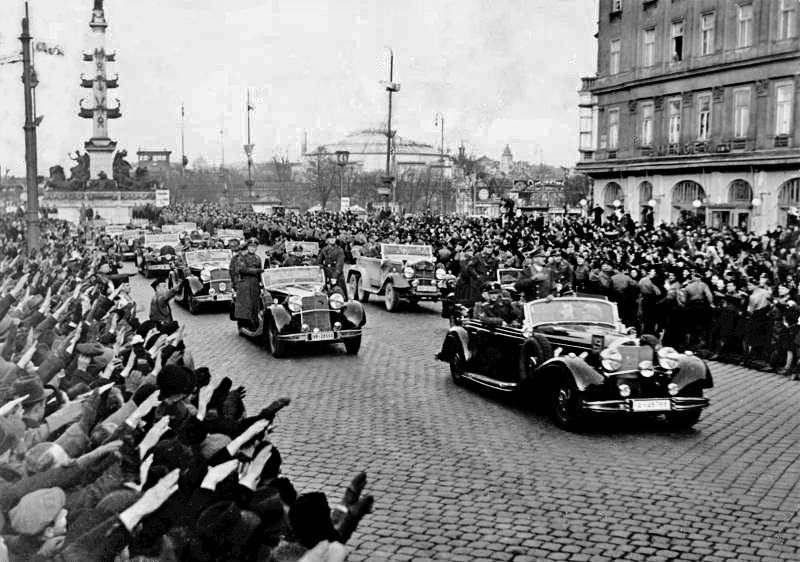
Davy vítající Hitlera ve Vídni

Dle Hitlera totiž platilo: "Zvolili jsme tím cestu, ležící mezi dvěma extrémy. Zprvu jsme již propadli jednomu extrému, totiž liberálnímu, individualistickému, jenž stavěl individuum do středu nejen úvah, nýbrž také veškerého jednání. Na druhé straně byla teorie lidstva jakožto univerzálního pojmu. Mezi těmito dvěma extrémy byl náš ideál: Národ, ve kterém spatřujeme duševní i tělesnou pospolitost, kterou chtěla a vytvářela Prozřetelnost; v ní kotvíme a jedině v ní můžeme hájit svou existenci… Tak vznikl nacionálněsocialistický myšlenkový svět, který znamenal překonání individualismu, ne snad v tom smyslu, že oklešťuje individuální schopnosti anebo ochromuje iniciativu jednotlivce, nýbrž jen v tom smyslu, že nad individuální svobodou a nad každou iniciativou jednotlivce stojí společný zájem, že tento společný zájem je činitelem regulujícím, určujícím a brzdícím, v případě nutnosti však také rozkazujícím." Čili jedinec je svobodný do té míry, pokud se chová v souladu se společným zájmem. V projevu k dělníkům zbrojovky Borsigwerke v Berlíně dne 10. prosince 1940 Hitler ohledně této zásady uvedl, že v Anglii a Francii: "V těchto zemích vládne ve skutečnosti kapitál, tj. konec konců skupina několika set lidí, kteří vlastní nezměrná jmění a kteří jsou následkem zvláštní konstrukce státního života více méně nezávislí svobodní. Ti říkají: "Zde máme svobodu" a myslí tím především volné hospodářství a volným hospodářstvím rozumějí svobodu kapitál nejen získávat, nýbrž především kapitál opět volně používat. Tedy: Být bez jakéhokoliv státního, tj. národního dozoru, jak při získávání, tak i při používání kapitálu. To je ve skutečnosti obsahem pojmu této svobody." Dále tvrdil, že ve světě kapitalistické demokracie zní nejdůležitější hospodářská zásada takto: "Lid je zde pro hospodářství a hospodářství je zde pro kapitál. Tuto zásadu jsme obrátili: Kapitál je zde pro hospodářství a hospodářství je zde pro národ!"

Hitler byl silně etatisticky zaměřen již dříve, ve svém "Mein Kampfu" psal jaký je dnes žalostný poměr mezi státní a soukromou výstavbou. Kdyby Berlín postihl osud Říma, mohli by dle něho potomci obdivovat jako charakteristický výraz kultury tehdejších dnů a její nejmohutnější díla obchodní domy několika Židů a hotely několika společností. V "Mein Kampfu" napsal, že kapitál se měl starat jen o to, aby zůstal služebníkem státu a aby si nenamlouval, že je pánem národa. Přičemž toto stanovisko se mělo držet dvou mezních linií: zachování životaschopného národního nezávislého hospodářství a zajištění sociálních práv zaměstnanců.

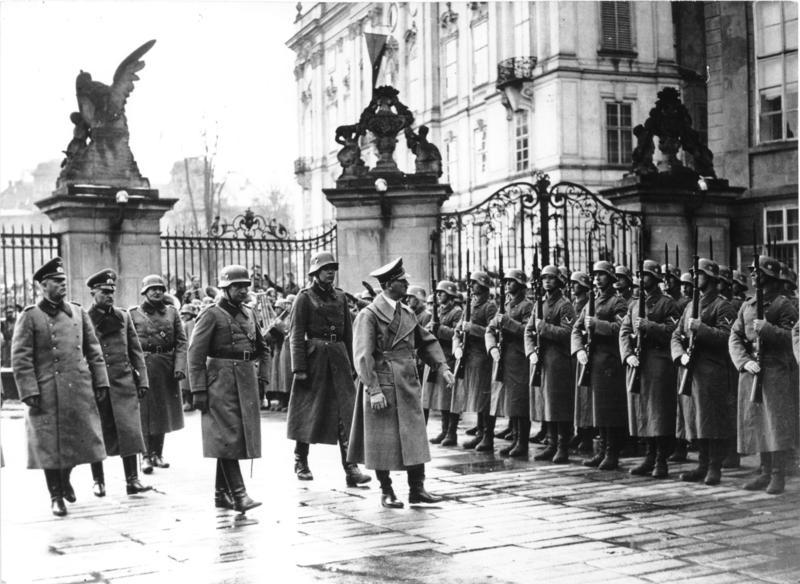
Hitler na Pražském hradě v první den okupace 15. března 1939

Tak jako jiné formy socialismu, byl i Hitlerův nacionální socialismus ostře protikapitalistický. Berlínský zahraniční úřad vydal dne 27. července 1939 memorandum, ve kterém se praví, že: "Nehledě na veškeré rozdíly ve světovém názoru, je pro ideologii Německa, Itálie a Sovětského svazu jedna věc společná: odpor ke kapitalistickým demokraciím. My ani Itálie nemáme nic společného se západním kapitalismem. Proto by se nám zdálo paradoxní, kdyby Sovětský svaz jakožto socialistický stát stál na straně západních demokracií." Prvorepublikový ekonom profesor Karel Engliš se k německému nacionálnímu socialismu vyjádřil, že: "Německý socialismus se neliší od marxismu ani ve své kritice kapitalismu ani ve svém pojetí třídního boje."
Hitlerovu syntézu nacionalismus a socialismu následovali přirozeně i další čelní nacionálněsocialističtí teoretikové. Nacionální socialista Rolf Kapp ve svém díle "Mírové dílo Adolfa Hitlera" pasoval zásadu, že prospěch má přednost před prospěchem jednotlivce, na základní zákon nacionálněsocialistického světového názoru. Ještě radikálnější názor vyjevil profesor práva dr. Edmund Mezger roku 1944: "Jakmile jde o zájmy celku, jednotlivec neznamená v nacionálním socialismu nic." Doktor Joseph Goebbels, přední nacionální socialista a ministr propagandy, pravil na svém projevu "Poznání a propaganda" ze dne 9. ledna 1928, že být nacionálním socialistou znamená, že: "Ve všech věcech musím postupovat tak, že prospěchu státu dám přednost před vlastním prospěchem, avšak na druhé straně že budu mít i záruku, že takto podporovaný stát má možnost chránit můj vlastní život.". Při projevu "Rozhlas jako osmá velmoc" ze dne 18. srpna 1933 pak tentýž uvedl, že nacionálně socialistická revoluce: "Vyvstala z nejhlubších prazákladů lidu. Byla nesena lidem a dělána pro lid, svrhla z trůnu bezmezný individualismus a lid sám nastolila do centra dění."